# 1023

## Vědy a umění
- pravděpodobný vznik fresek v klášteře Saint-Savin-sur-Gartempe

## Úmrtí
- 8. srpna – Ekkard, pražský biskup
- Oda z Haldenslebenu, polská kněžna

## Hlavy států
- České knížectví – Oldřich
- Svatá říše římská – Jindřich II.
  - Lucembursko – Jindřich I.
  - Lotrinské vévodství – Fridrich II. Barský / Gottfried II. Dolnolotrinský-Gotzelo I. Dolnolotrinský
  - Rakouské markrabství – Adalbet Babenberský
- Papež – Benedikt VIII.
- Galicijské království – Alfons II.
- Leonské království – Alfons V. Vznešený
- Navarrské království – Sancho III. Veliký
- Barcelonské hrabství – Berenguer Ramon I. Křivý
- Hrabství toulouské – Guillaume III.
- Burgundské království – Rudolf III.
- Francouzské království – Robert II. Pobožný
- Anglické království – Knut Veliký
- Dánské království – Knut Veliký
- Norské království – Olaf II. Svatý
- Švédské království – Jakob Anund
- Polské knížectví – Boleslav I. Chrabrý
- Uherské království – Štěpán I. Svatý
- Byzantská říše – Basileios II. Bulgaroktonos
- Kyjevská Rus – Jaroslav Moudrý